# Tröte

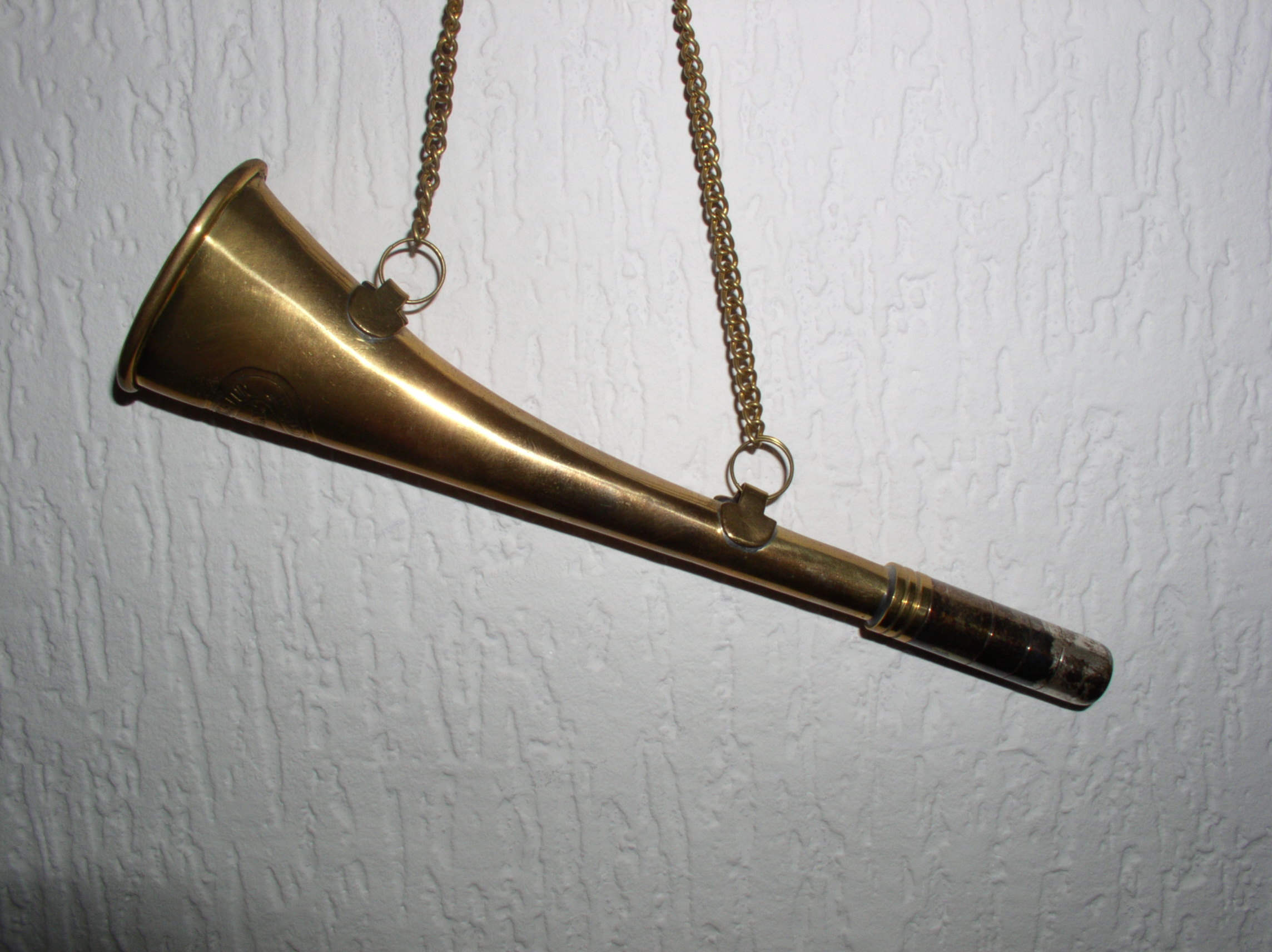
Eine Tröte

Die Tröte, auch Tute ist ein primitives Blasinstrument, das als Effekt-, Lärm- und Signalinstrument sowie als Kommunikationsmittel, in heutiger Zeit auch therapeutisch eingesetzt wird.

## Etymologie
Das Wort ist von Germanisch turuta („Fanfare“, „Trompete“) abgeleitet, etymologisch ebenfalls verwandt mit der Tröte ist ein ähnliches Instrument, die katalanische Tarota.
Der Begriff Tröte wird auch gerne als Pejorativum für Trompeten und andere Blasinstrumente hergenommen.

## Kulturgeschichte
Die gezielte Erzeugung trötender Töne zur Kommunikation ist nicht alleine dem Menschen vorbehalten, sondern kommt auch im Tierreich vor, so verständigen sich Elefanten u. a. auf diese Weise.
Frühe Formen von Tröten wurden aus Tierhörnern oder Schneckenhäusern gefertigt.
Die Tröte bringt ein begrenztes Spektrum von Naturtönen hervor, wobei es üblicherweise nicht oder nur schwer möglich ist, bewusst Tonfolgen zu produzieren. So wird eine Tröte in der Regel als Kinderspielzeug oder von Erwachsenen zur Aufmerksamkeitsgestaltung verwendet, z. B. für besondere Anlässe, in denen laute (und unmelodische) Töne erwünscht sind, wie Fußballspiele, Karneval oder als Warn- und Alarmsignal. Auch in der Zeitgenössischen Musik und Popmusik werden Tröten gelegentlich musikalisch verwendet.
Therapeutisch werden Tröten zur gezielten Förderung des Atmungsverhaltens und Mundtrainings eingesetzt, aber auch in der Spiel-, Musik-, Traumatherapie und in der Logopädie, da sie spielerisch die Mundmotorik und -koordination fördern.